# ۱۳ تیر
۱۳ تیر/سرطان صد و ششمین روز از سال در گاه‌شماری خورشیدی است. به پایان سال ۲۵۹ روز (۲۶۰ روز در سال کبیسه) باقی‌است.

## رویدادها
- ۱۳۳۳ - قهرمانی آلمان غربی در جام جهانی ۱۹۵۴
- ۱۴۰۴ - فرماندار تایباد از اخراج روزانه ۳۸ هزار تبعه افغانستانی از مرز دوغارون خبر داد.[۱]

## زادروزها
- ۱۳۱۱ - حمیدرضا پهلوی، فرزند رضاشاه
- ۱۳۴۴ - رزی ملک یونان، بازیگر، کارگردان، نویسنده، هنرمند و فعال حقوق بشر آشوری‌تبار
- ۱۳۶۲ - محمدعلی احمدی، بازیکن فوتبال

## درگذشت‌ها
- ۱۳۵۰ - محمد معین، استاد زبان فارسی و پدیدآورنده فرهنگ معین (زاده ۱۲۹۷)
- ۱۳۷۷ - صادق چوبک، نویسنده (زاده ۱۲۹۵)

## مناسبت‌ها
- تیرگان